# Karang Anyar (Dolok Sigompulon)
Karang Anyar is een bestuurslaag in het regentschap Padang Lawas Utara van de provincie Noord-Sumatra, Indonesië. Karang Anyar telt 383 inwoners (volkstelling 2010).